# JoAnn Falletta
JoAnn Falletta   (Brooklyn, 27 de febrer de 1954) és una directora d'orquestra estatunidenca. És considerada com una dels cent millors directors d'orquestra del món, d'entre només vuit dones.

## Trajectòria
Falletta es va criar al districte de Queens en una família d'origen italo-estatunidenc. Va estudiar la Mannes School of Music i a The Juilliard School de Nova York. Va començar la seva carrera musical com a guitarrista i mandolinista, i als vint-i-tants anys sovint la cridaven per a tocar amb la Metropolitan Opera i la Filharmònica de Nova York quan una obra requeria una mandolina o un obbligato de guitarra.
Falletta va ingressar a la Mannes el 1972 com a estudiant de guitarra, però va començar a dirigir l'orquestra estudiantil en el seu primer any, la qual cosa iniciava el seu interès en la carrera com a directora. Tot i que l'administració de Mannes en aquest moment va expressar dubtes sobre la capacitat de qualsevol dona per a obtenir un diploma de direcció musical, van consentir en impulsar la carrera de Falletta. Després de graduar-se, va continuar els seus estudis al Queens College (direcció orquestral) i a la Juilliard School of Music (MM, DMA en direcció orquestral). Falletta va estudiar direcció amb Jorge Mester, Sixten Ehrling i Semyon Bychkov i també va participar en classes magistrals amb Leonard Bernstein.
El 1977 fou contractada com a directora musical de l'Orquestra Simfònica de Jamaica, càrrec que va ocupar fins a 1989. Va exercir com a directora musical de la Denver Chamber Orchestra des de 1983 fins a 1992, i com a directora associada de la Milwaukee Symphony Orchestra des de 1985 fins a 1988. De 1986 a 1996, va exercir com a directora musical de lThe Women's Philharmonic. També va ser directora musical de l'Orquestra Simfònica de Long Beach de 1989 al 2000.
El 1991, Falletta va ser nomenada l'onzena directora musical de l'Orquestra Simfònica de Virgínia. Al maig de 2011, va signar l'extensió del seu contracte de Virgínia fins a la temporada 2015-2016. Al setembre de 2015, el seu contracte de la Virgínia Symphony es va estendre encara més fins a la temporada 2020-2021. A l'abril de 2018, en una revisió de l'extensió del contracte anterior, la Virgínia Symphony va anunciar que Falletta conclourà la seva direcció musical de l'orquestra al juny de 2020.
Al maig de 1998, Falletta va ser nomenada directora musical de l'Orquestra Filharmònica de Buffalo, i va assumir formalment el càrrec a la temporada 1999-2000. Durant la seva permanència a Buffalo, l'orquestra va fer enregistraments per a Naxos Records i va tornar al Carnegie Hall després de 20 anys d'absència. En 2004, l'orquestra i l'estació de televisió WNED van establir el Concurs Internacional de Concerts per a Guitarra JoAnn Falletta. Recentment va estendre el seu contracte amb la BPO fins a la temporada 2020-2021. El 2011 va ser nomenada directora artística de l'Orquestra Simfònica de Hawaii. En 2011, va ser nomenada Directora Convidada Principal de l'Institut de Música Brevard, prestant serveis durant la temporada 2013.
Fora dels EUA, Falletta, va dirigir l'Orquestra de l'Ulster a l'agost de 2010 i va tornar per a altres concerts el gener de 2011. Al maig de 2011, Falletta va ser nomenada com la directora número 12 de l'Orquestra de l'Ulster, i es va fer efectiva en la temporada 2011-2012, amb un contracte inicial de 3 anys. Va ser la primera estatunidenca i la primera dona directora a ser nomenada directora d'orquestra. Va concloure la seva permanència en l'Orquestra de l'Ulster després de la temporada 2013-2014. També va ser la primera dona a dirigir l'orquestra del Teatre Nacional de Mannheim.
Falletta va exercir en el Consell Nacional de les Arts de 2008 a 2012, després del seu nomenament pel president George W. Bush. En el documental suec de 1987 Dirigenterna, dirigit per Christina Olofson, JoAnn Falletta apareix la interpretació de la Filharmònica de Queens de l'obra d'Stravinski La consagració de la primavera en l'assaig i l'actuació.
Falletta ha gravat més de 70 àlbums per a segells com Naxos, amb obres de Brahms, Barber i Schubert, i compositores com Marcel Tyberg, Fanny Mendelssohn, Clara Schumann, Lili Boulanger i Germaine Tailleferre, més de compositors contemporanis com John Corigliano.
Falletta es va casar amb Robert Alemany el 1986. Alemany és analista de sistemes per IBM i clarinetista professional a temps parcial.

## Premis
Falletta va guanyar diversos premis de direcció, entre ells el Seaver / National Endowment for the Arts Conductors Award en 2002, el Premi Bruno Walter de Direcció el 1982, el Primer Premi en el Concurs Stokowski el 1985, el Premi Toscanini el 1986 i el Premi Ditson per l'Avenç de la Música Americana el 1998. També va rebre onze premis de ASCAP per la seva programació creativa, així com el Premi John S. Edwards de la American Symphony Orchestra League. Falletta ha defensat el treball de diversos compositors estatunidencs contemporanis al llarg de la seva carrera, i té al seu haver un extens repertori de noves obres i més de 100 estrenes mundials.
Falletta va ser reconeguda com una de les "Dones de Virgínia en la Història" de la Biblioteca de Virgínia.